# هورمون آزادکننده کورتیکوتروپین
اغلب به دنبال کاهش سطح گلوکوکورتیکوئیدها یا افزایش نیاز بدن در مواردی مانند استرس به دنبال افزایش ترشح هورمون هیپوتالاموسی هورمون آزادکننده کورتیکوتروپین ( CRH) (که به آن فاکتور آزادکننده کورتیکوتروپین ( CRF)هم گفته می شود)هورمون آدرنوکورتیکوتروپین (ACTH) از بخش قدامی هیپوفیز آزاد می‌شود.

## اثرات
تنظیم ترشح کورتیزول با هورمون آزادکننده کورتیکوتروپین (CRH) است که از هیپوتالاموس ترشح و موجب افزایش ترشح هورمون آدرنوکورتیکوتروپین (ACTH) از هیپوفیز می‌شود. ترشح این هورمون پلی پپتیدی موجب افزایش سطح خونی کورتیزول می‌شود. افزایش ترشح این هورمون موجب بیماری کوشینگ و کاهش ترشح آن موجب نارسایی ثانویه آدرنال یا بیماری آدیسون می‌شود. آدرنوکورتیکوتروپین از پیشساز (pre-POMC) سنتز می‌شود و نیمه عمر آن ده دقیقه است.